# David Nawrath
David Nawrath (* 1980 in Berlin) ist ein deutscher Regisseur, Drehbuchautor und Editor.

## Leben und Wirken
Nawrath wurde als Sohn einer iranischen Mutter und eines deutschen Vaters geboren. Er wuchs überwiegend in Berlin auf, im Alter von 11 bis 13 Jahren lebte er in Teheran. Seine erste Regiearbeit führte er gemeinsam mit Florian Schewe beim Dokumentarfilm Moharram – Jugend der ewigen Morgenröte, der Jugendliche in Teheran begleitet. Im gleichen Jahr schrieb er sich für ein Regiestudium an der Deutschen Film- und Fernsehakademie Berlin ein. Im Rahmen der Ausbildung realisierte er, nach einem Drehbuch aus seiner Feder, den mehrfach nominierten Kurzfilm Was bleibt.
Im Jahr 2011 wurde Nawrath als einer von sechs internationalen Filmemachern für die Résidence du Festival de Cannes in Paris ausgewählt. Nach seiner Rückkehr nach Deutschland drehte er im Auftrag von RBB und arte verschiedene Dokumentarreihen und Reportagen, unter anderem auch mit der Köchin Sarah Wiener.
2018 feierte der Kinofilm Atlas Premiere, Nawrath zeigte sich gemeinsam mit seinem ehemaligen Kommilitonen Paul Salisbury für das Drehbuch verantwortlich und führte Regie. Atlas wurde für den Deutschen Filmpreis nominiert.

## Filmografie (Auswahl)

### Als Regisseur
- 2005: Muharram – Jugend der ewigen Morgenröte (Dokumentarfilm)
- 2008: Was bleibt (Kurzfilm)
- 2009: Der neue Tag (Kurzfilm)
- 2013: Sarah Wieners erste Wahl
- 2014: Die kulinarischen Abenteuer der Sarah Wiener
- 2017: Mein wunderbarer Imbiss – Mit Kim Fisher übers Land
- 2018: Atlas
- 2019: Blind ermittelt – Das Haus der Lügen (in D.: Blind ermittelt – Der Feuerteufel von Wien)
- 2020: Polizeiruf 110: Tod einer Toten (Fernsehreihe)
- 2022: Euer Ehren (Fernsehserie)
- 2024: Blind ermittelt – Tod im Kaffeehaus (in D.: Der Wien-Krimi: Blind ermittelt – Tod im Kaffeehaus)

### Als Drehbuchautor
- 2005: Muharram – Jugend der ewigen Morgenröte (Dokumentarfilm)
- 2008: Was bleibt (Kurzfilm)
- 2009: Der neue Tag (Kurzfilm)
- 2013: Sarah Wieners erste Wahl
- 2018: Atlas
- 2020: Polizeiruf 110: Tod einer Toten (Fernsehreihe)
- 2022: Euer Ehren (Fernsehserie)
- 2024: Blind ermittelt – Tod im Kaffeehaus (in D.: Der Wien-Krimi: Blind ermittelt – Tod im Kaffeehaus)

### Als Editor
- 2008: Was bleibt (Kurzfilm)
- 2009: Der neue Tag (Kurzfilm)

## Auszeichnungen (Auswahl)
Deutscher Kurzfilmpreis 2008
- Nominierung in der Kategorie Spielfilme mit einer Laufzeit von mehr als 7 bis 30 Minuten für Was bleibt[3]

Europäischer Filmpreis 2009
- Nominierung in der Kategorie Bester Kurzfilm für Was bleibt

Internationales Filmfest Emden-Norderney 2015
- Preisträger in der Kategorie Bestes Drehbuch für Atlas[4]

Torino Film Festival 2018
- Preisträger des Special Jury Award für Atlas

Deutscher Filmpreis 2019
- Nominierung in der Kategorie Bestes Drehbuch für Atlas

Internationales Filmfest Emden-Norderney 2023
- Nominierung Drehbuchpreis – zusammen mit Paul Salisbury für Teufelstal (Preisgeld 1000 Euro)[5]